# دسته‌های آوندی

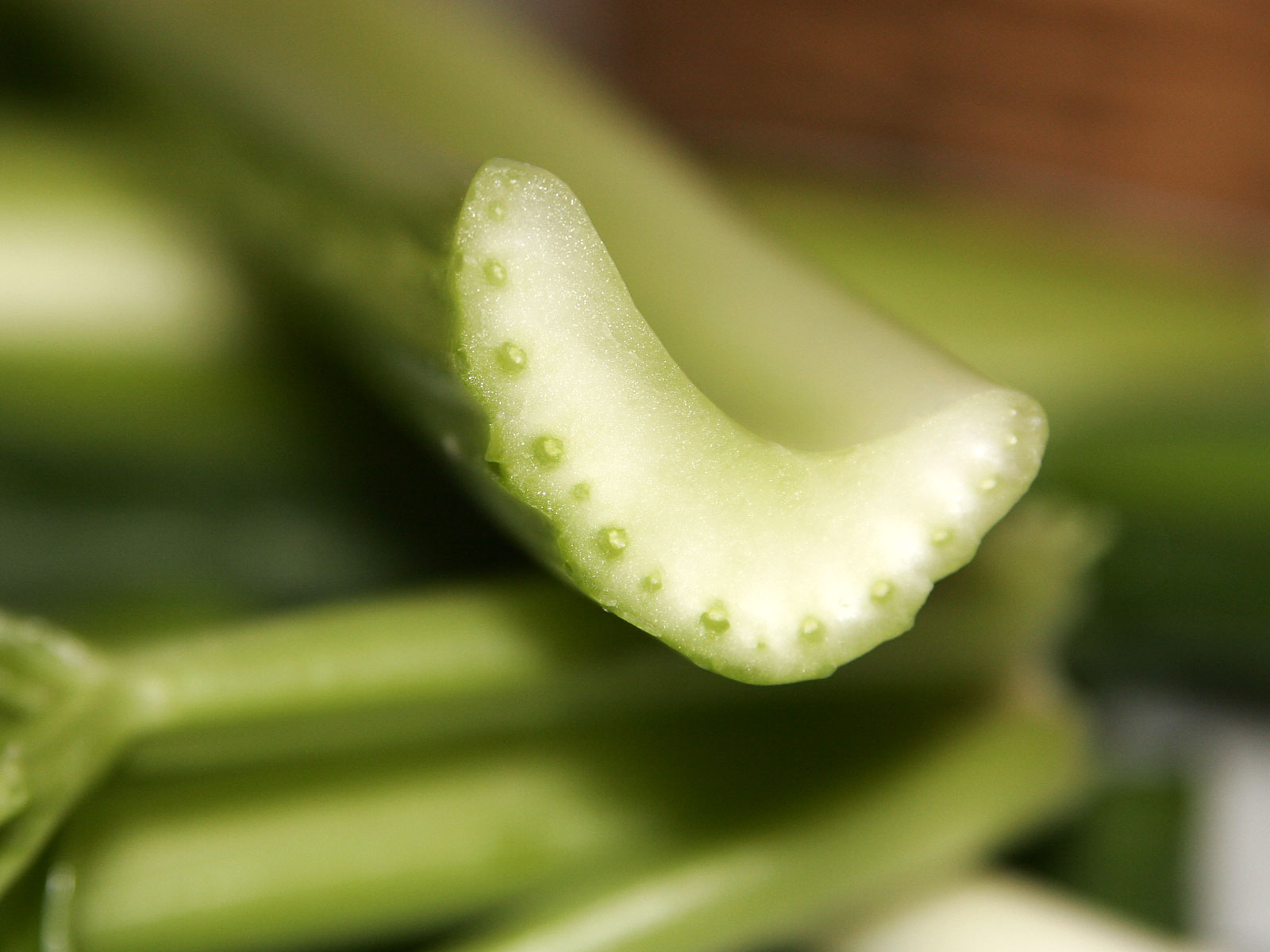
بخش عرضی ساقه کرفس، دسته‌های آوندی را که شامل بافت آبکش و بافت چوبی هستند نشان می‌دهد.

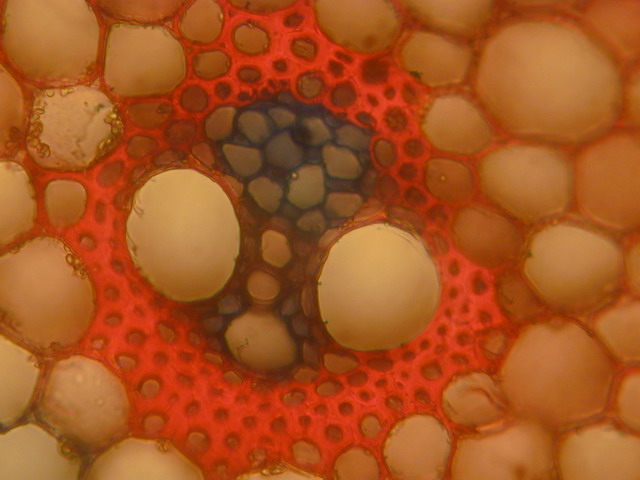
جزئیات دسته‌های آوندی:بسته، دسته‌های آوندی متوازی محور ساقه ذرت Zea

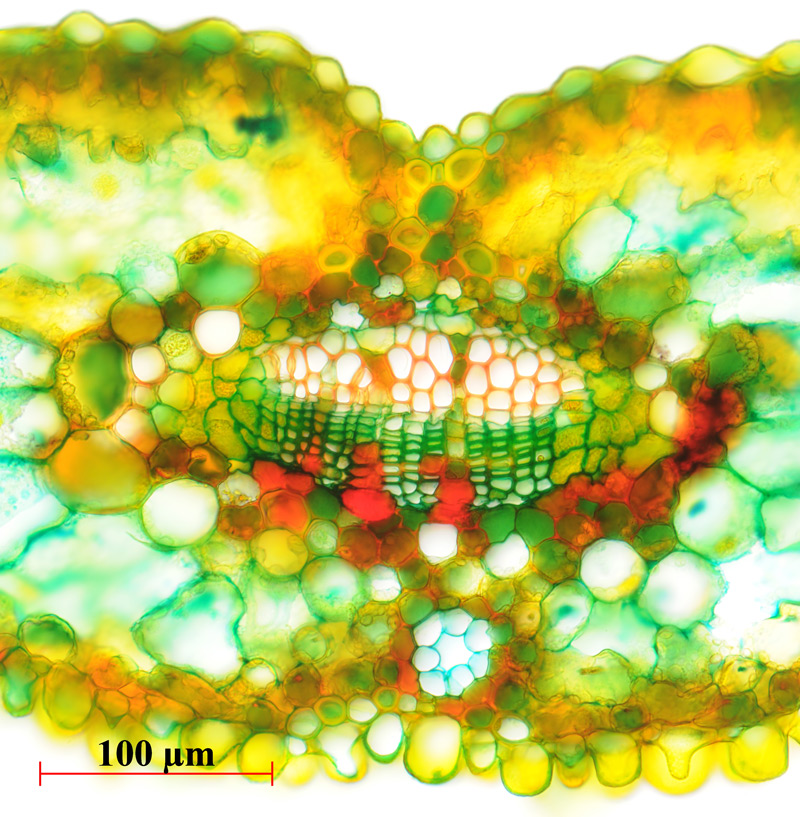
دسته‌های آوندی در برگ سرخ‌چوب سپیده‌دم

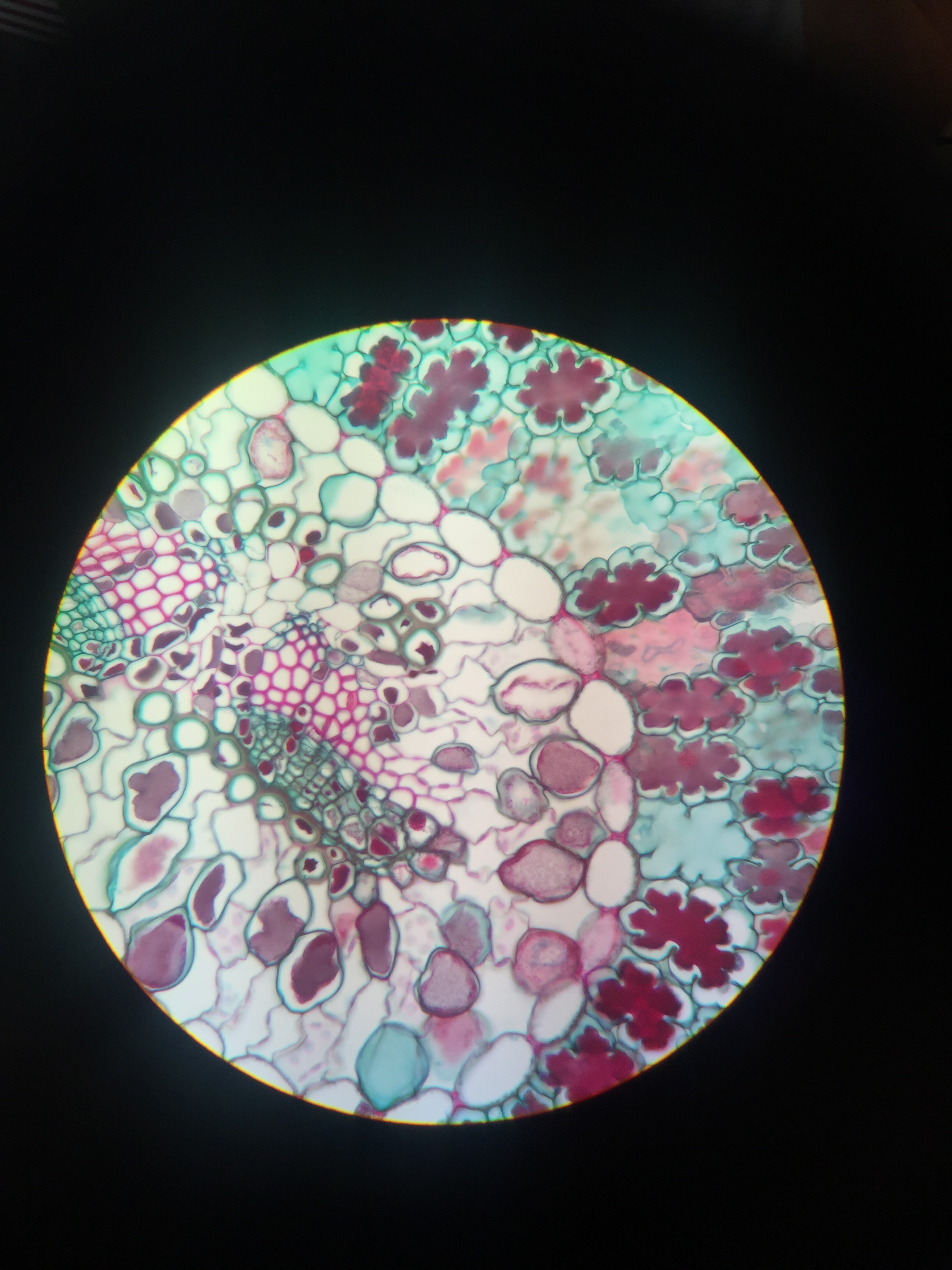
دسته‌های آوندی برگ کاج که بافت آبکش و بافت چوبی را نشان می‌دهد

دسته‌های آوندی (به انگلیسی: Vascular bundle) بخشی از سیستم جابجایی مواد در گیاهان آونددار است. خود جابجایی در بافت‌های آوندی اتفاق می‌افتد که به دو شکل بافت آبکش و بافت چوبی هستند. هر دوی این بافت‌ها در دسته‌های آوندی دیده می‌شوند. البته دسته‌های آوندی علاوه بر این بافت‌ها، شامل بافت‌های نگه‌دارنده و محافظ نیز هستند.
بافت چوبی معمولاً متمایل به محور همراه بافت آبکشی قرار می‌گیرد که دور از محور قرار دارد. در ساقه یا ریشه این مطلب به این معنی است که بافت چوبی به مرکز ساقه یا ریشه نزدیک‌تر است در حالی که بافت آبکش به قسمت بیرونی نزدیک‌تر است. در یک برگ سطح متمایل به محور برگ معمولاً بخش بالایی و بخش دور از محور بخش پایینی برگ خواهد بود. این مطلب نشان می‌دهد که چرا شته‌ها معمولاً بیشتر در بخش پایینی بیشتر از بخش بالایی برگ یافت می‌شوند. چون که قندهای تولید شده توسط گیاه به بافت آبکش منتقل می‌شوند که به بخش پایینی برگ نزدیک‌تر است.
موقعیت دسته‌های آوندی نسبت به یکدیگر ممکن است به میزان قابل توجهی متفاوت باشد. مقاله استوانه مرکزی را ببینید.